# Dekanat Neunburg-Oberviechtach
Das Dekanat Neunburg-Oberviechtach war eins der (bis 2022) 33 Dekanate des Bistums Regensburg. Zum 1. März 2022 wurde es mit dem Nachbardekanat Nabburg zum Dekanat Nabburg-Neunburg zusammengelegt. Dieses Dekanat gehört zur Region V – Cham des Bistums.
Zum Dekanat gehörten die folgenden Seelsorgeeinheiten (Stand: 2013):
- Neukirchen-Balbini mit Penting und Seebarn
- Neunburg vorm Wald
- Oberviechtach mit Pullenried und Wildeppenried
- Schönsee mit Gaisthal und Stadlern
- Schwarzhofen mit Dieterskirchen
- Teunz mit Niedermurach und Pertolzhofen
- Weiding mit Hannesried und Schönau
- Winklarn mit Kulz, Muschenried und Thanstein

## Geschichte
Im 13. Jahrhundert wurden die vier  Archipresbyteral-Bezirke der Diözese Regensburg in Dekanate aufgeteilt.
Jedem Dekanat stand ein von den Pfarrern des Dekanats gewählter Dekan vor.
1837 wurde das Dekanat Neunburg vorm Wald gebildet, 1914 das Dekanat Oberviechtach.
Am 1. Februar 1996 existierten die beiden Dekanate Neunburg und Oberviechtach mit den folgenden Pfarreien:
Dekanat Neunburg vorm Wald:
| - Dieterskirchen - Kulz (Expositur) - Kemnath - Fuhrn (Expositur) - Neukirchen-Balbini - Neunburg vorm Wald | - Penting - Rötz - Schwarzhofen - Seebarn - Thanstein |

Dekanat Oberviechtach:
| - Niedermurach - Pertolzhofen (Expositur) - Oberviechtach - Pullenried - Wildeppenried (Expositur) - Schönsee | - Gaisthal (Expositur) - Stadlern (Kuratbenefizium) - Teunz - Weiding - Winklarn - Muschenried (Expositur) |